# 巴里奧巴爾博亞 (拉喬雷拉區)
巴里奧巴爾博亞（西班牙語：Barrio Balboa），是巴拿馬的城鎮，位於該國中東部，由西巴拿馬省的拉喬雷拉區負責管轄，面積10.8平方公里，2010年人口29,589，人口密度每平方公里2,739.7人。